# Swakopmund (Wahlkreis)
Swakopmund ist ein Wahlkreis in der Region Erongo im Westen Namibias. Verwaltungssitz ist die gleichnamige Stadt. Der Wahlkreis hat (Stand 2023) knapp 76.000 Einwohner auf einer Fläche von 196 km².

## Wahlen
| Wahl | Name               | Partei | Stimmenanteil |
| ---- | ------------------ | ------ | ------------- |
| 1992 | Hans-Dieter Göthje | DTA    | 63,9 %        |
| 1998 | Samuel Nuuyoma     | SWAPO  | 70,9 %        |
| 2004 | Samuel Nuuyoma     | SWAPO  | 63,6 %        |
| 2010 | Germina Shitaleni  | SWAPO  | 66,9 %        |
| 2015 | Juuso Kambueshe    | SWAPO  | 67,0 %        |
| 2020 | Louisa Kativa      | IPC    | 36,5 %        |